# Улица Фальги
Улица Фа́льги, также Фа́льги те́э и Фалги-теэ (эст. Falgi tee) — улица в Таллине, столице Эстонии.

## География

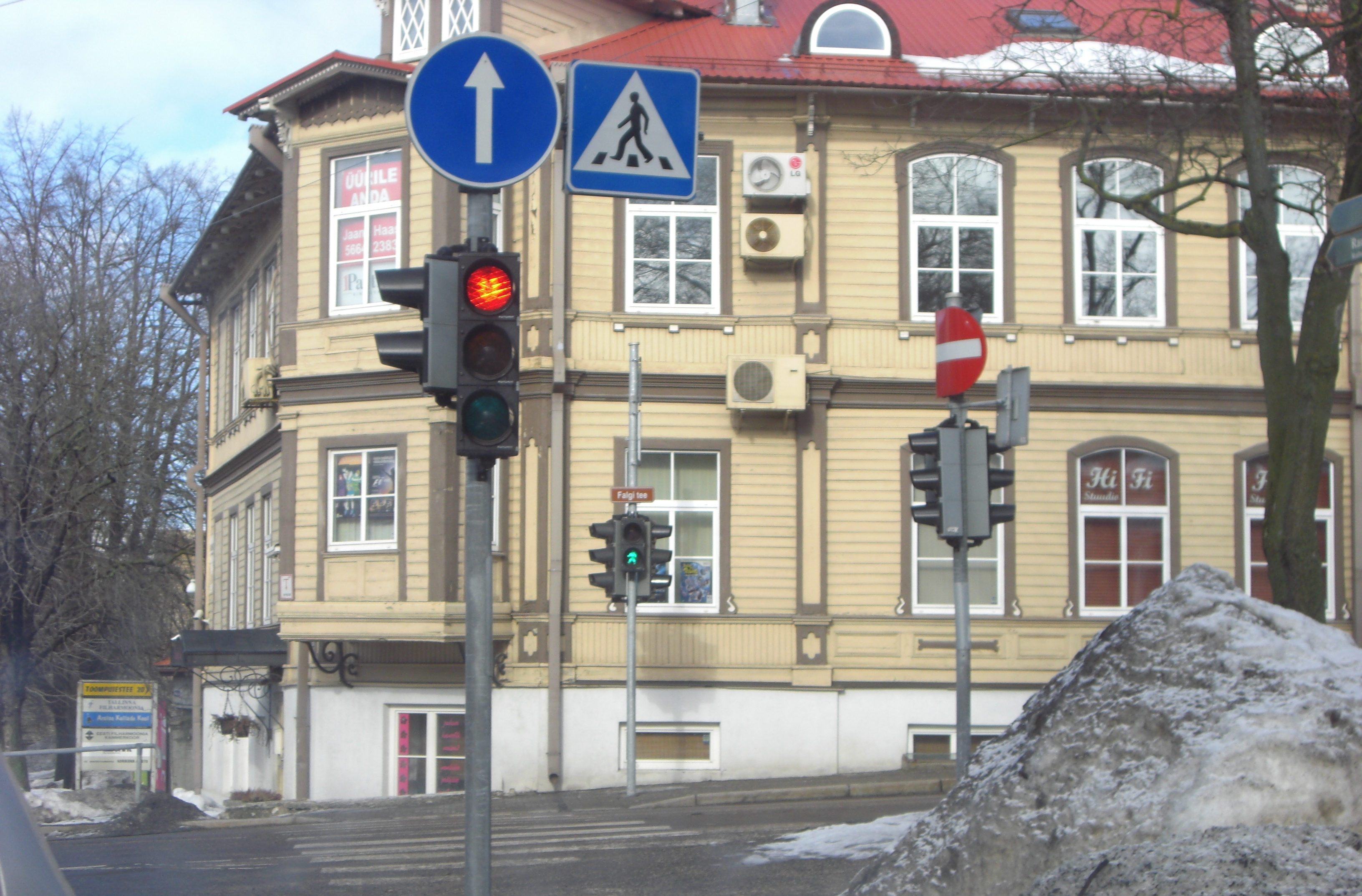
д. 6/18

Идёт от улицы Тоомпеа (как продолжение улицы Команданди) до бульвара Тоома (Тоомпуйестеэ), за которым переходит в Палдиское шоссе. Ведёт на Вышгород со стороны залива Копли.
Является одной из границ Тоомпарка и парка Хирве. Протяжённость улицы — 364 метра. Общественный транспорт по улице не ходит.

## История
По легенде улица возникла в результате пари. В 1856 году ревельский ольдерман Ганс Генрих Фальк и комендант города генерал барон фон дер Зальца поспорили, что Фальк сможет построить новую дорогу с Тоомпеа до Палдиского шоссе в течение одного месяца.
Чтобы сделать это, необходимо было срыть западную сторону шведского бастиона, выровнять площади перед ним, засыпать крепостные рвы и т. п. Зальца не считал это выполнимым и заявил, что если Фальк сможет построить дорогу до конца месяца, то он за свой счёт проложит дорогу с Тоомпеа в другую сторону — до Харьюских ворот.
Фальк смог справиться со своей задачей, в ноябре 1856 года улица была открыта для движения. Спустя несколько лет своё обещание выполнил и Зальца (нынешняя улица Команданди).
Улица представляет из себя достаточно крутой спуск с Вышгорода. Созвучие фамилии Фальк с немецким словом нем. falken — сокол, привело к тому, что в старину улицу на русском языке называли Соколиным спуском. Она также носила названия Фалькский подъём (Фалькскій подъёмъ) и Балтийскопортский подъём
Во времена СССР, с 1948 по 1989 год, улица, вместе с соседней улицей Команданди, носила название улица Ныукогуде (эст. Nõukogude tänav — Советская).

## Достопримечательности
- Башня Длинный Герман